# Nic nie może wiecznie trwać
Nic nie może przecież wiecznie trwać – singel Anny Jantar z albumu Anna Jantar wydany w 1979 roku.
Autorem tekstu jest Andrzej Mogielnicki, natomiast kompozycji Romuald Lipko. Nagrań dokonano z Budką Suflera w styczniu 1979 roku, w jednym z lubelskich studiów. Utwór był notowany na Liście przebojów Programu Trzeciego (12. miejsce, rok 1999) i liście przebojów Radia Koszalin (1. miejsce, rok 2013). Został wybrany przez radiosłuchaczy w jednym plebiscytów Studia Gama za najlepszą polską piosenkę roku 1979. Utwór znalazł się również w ścieżce dźwiękowej Sex und Charakter. Covery do tego utworu wykonały: Natalia Kukulska (córka Anny Jantar), Doda, Natalia Lubrano, Maria Niklińska, Paulla, Kayah, Anna Rozmus i Dawid Posiadło.

## Teledysk
Do utworu nakręcono teledysk, w którym Anna Jantar ubrana w białą kreację, czarne spodnie i gustowną bluzkę, przechadza się wzdłuż rynku Sandomierza na tle Bramy Opatowskiej, następnie odjeżdża samochodem którym wcześniej przyjechała. 
W archiwach nie zachowała się jego pełna wersja.

## Covery
- Natalia Kukulska (córka Anny Jantar)
- Doda
- Natalia Lubrano
- Maria Niklińska
- Paula
- Kayah
- Anna Rozmus

W 2016 roku w trakcie trasy Męskie Granie swoją wersję zaprezentował zespół Męskie Granie Orkiestra, w roli wokalisty wystąpił Dawid Podsiadło. Nagranie z koncertu pojawiło się na składance Męskie Granie 2016. Piosenka w tej wersji została wykorzystana w filmie Johny.